# Stutzheim-Offenheim
Stutzheim-Offenheim [ʃtytsaim ɔfənaim] est une commune française située dans la circonscription administrative du Bas-Rhin et, depuis le 1er janvier 2021, dans le territoire de la Collectivité européenne d'Alsace, en région Grand Est.
Cette commune se trouve dans la région historique et culturelle d'Alsace.

## Géographie
| Wiwersheim  | Behlenheim          |                |
| Quatzenheim | Stutzheim-Offenheim | Dingsheim      |
| Hurtigheim  |                     | Oberhausbergen |

### Hydrographie
La commune est dans le bassin versant du Rhin au sein du bassin Rhin-Meuse. Elle est drainée par la Souffel, le ruisseau de Musau et le ruisseau le Plaetzerbaechel,.
La Souffel, d'une longueur de 25 km, prend sa source dans la commune de Kuttolsheim et se jette  dans l'Ill à Strasbourg, après avoir traversé 18 communes. 

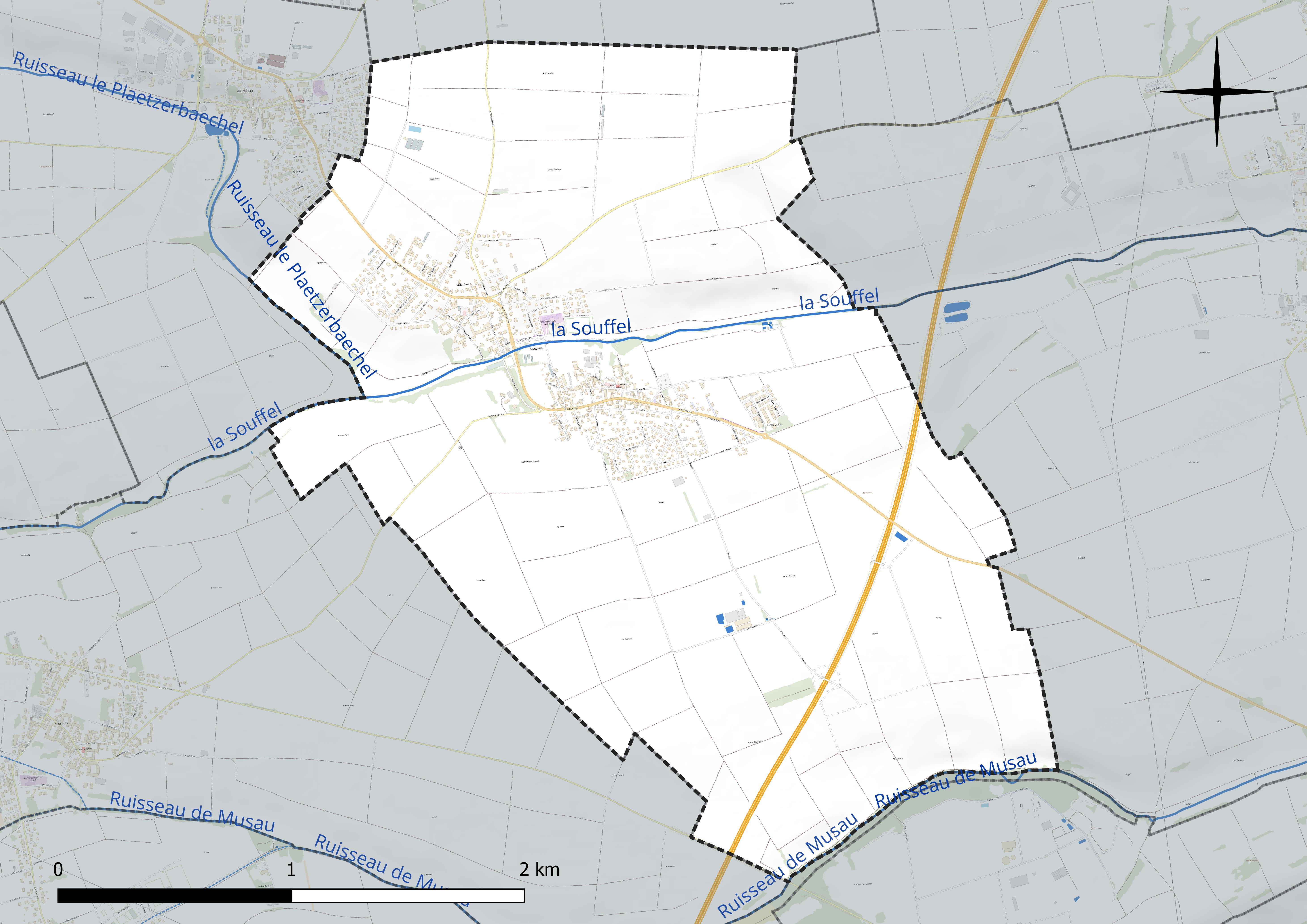
Réseau hydrographique de Stutzheim-Offenheim.

Le ruisseau de Musau, d'une longueur de 13 km, prend sa source dans la commune de Fessenheim-le-Bas et se jette  dans le Souffel à Dingsheim, après avoir traversé dix communes. 

### Climat
Pour des articles plus généraux, voir Climat du Grand Est et Climat du Bas-Rhin.
En 2010, le climat de la commune est de type climat des marges montargnardes, selon une étude du Centre national de la recherche scientifique s'appuyant sur une série de données couvrant la période 1971-2000. En 2020, Météo-France publie une typologie des climats de la France métropolitaine dans laquelle la commune est exposée à un climat semi-continental et est dans une zone de transition entre les régions climatiques « Vosges » et « Alsace ». 
Pour la période 1971-2000, la température annuelle moyenne est de 10,5 °C, avec une amplitude thermique annuelle de 17,8 °C. Le cumul annuel moyen de précipitations est de 652 mm, avec 8 jours de précipitations en janvier et 10,2 jours en juillet. Pour la période 1991-2020, la température moyenne annuelle observée sur la station météorologique de Météo-France la plus proche, « Strasbourg-Entzheim », sur la commune d'Entzheim à 10 km à vol d'oiseau, est de 11,4 °C et le cumul annuel moyen de précipitations est de 635,7 mm. 
La température maximale relevée sur cette station est de 38,9 °C, atteinte le 25 juillet 2019 ; la température minimale est de −23,6 °C, atteinte le 23 janvier 1942,,. 
Les paramètres climatiques de la commune ont été estimés pour le milieu du siècle (2041-2070) selon différents scénarios d'émission de gaz à effet de serre à partir des nouvelles projections climatiques de référence DRIAS-2020. Ils sont consultables sur un site dédié publié par Météo-France en novembre 2022.

## Urbanisme

### Typologie
Au 1er janvier 2024, Stutzheim-Offenheim est catégorisée bourg rural, selon la nouvelle grille communale de densité à sept niveaux définie par l'Insee en 2022.
Elle est située hors unité urbaine. Par ailleurs la commune fait partie de l'aire d'attraction de Strasbourg (partie française), dont elle est une commune de la couronne,. Cette aire, qui regroupe 268 communes, est catégorisée dans les aires de 700 000 habitants ou plus (hors Paris),.

### Occupation des sols
L'occupation des sols de la commune, telle qu'elle ressort de la base de données européenne d’occupation biophysique des sols Corine Land Cover (CLC), est marquée par l'importance des territoires agricoles (89,2 % en 2018), une proportion sensiblement équivalente à celle de 1990 (89,9 %). La répartition détaillée en 2018 est la suivante : 
terres arables (88,9 %), zones urbanisées (10,8 %), zones agricoles hétérogènes (0,2 %). L'évolution de l’occupation des sols de la commune et de ses infrastructures peut être observée sur les différentes représentations cartographiques du territoire : la carte de Cassini (XVIIIe siècle), la carte d'état-major (1820-1866) et les cartes ou photos aériennes de l'IGN pour la période actuelle (1950 à aujourd'hui).

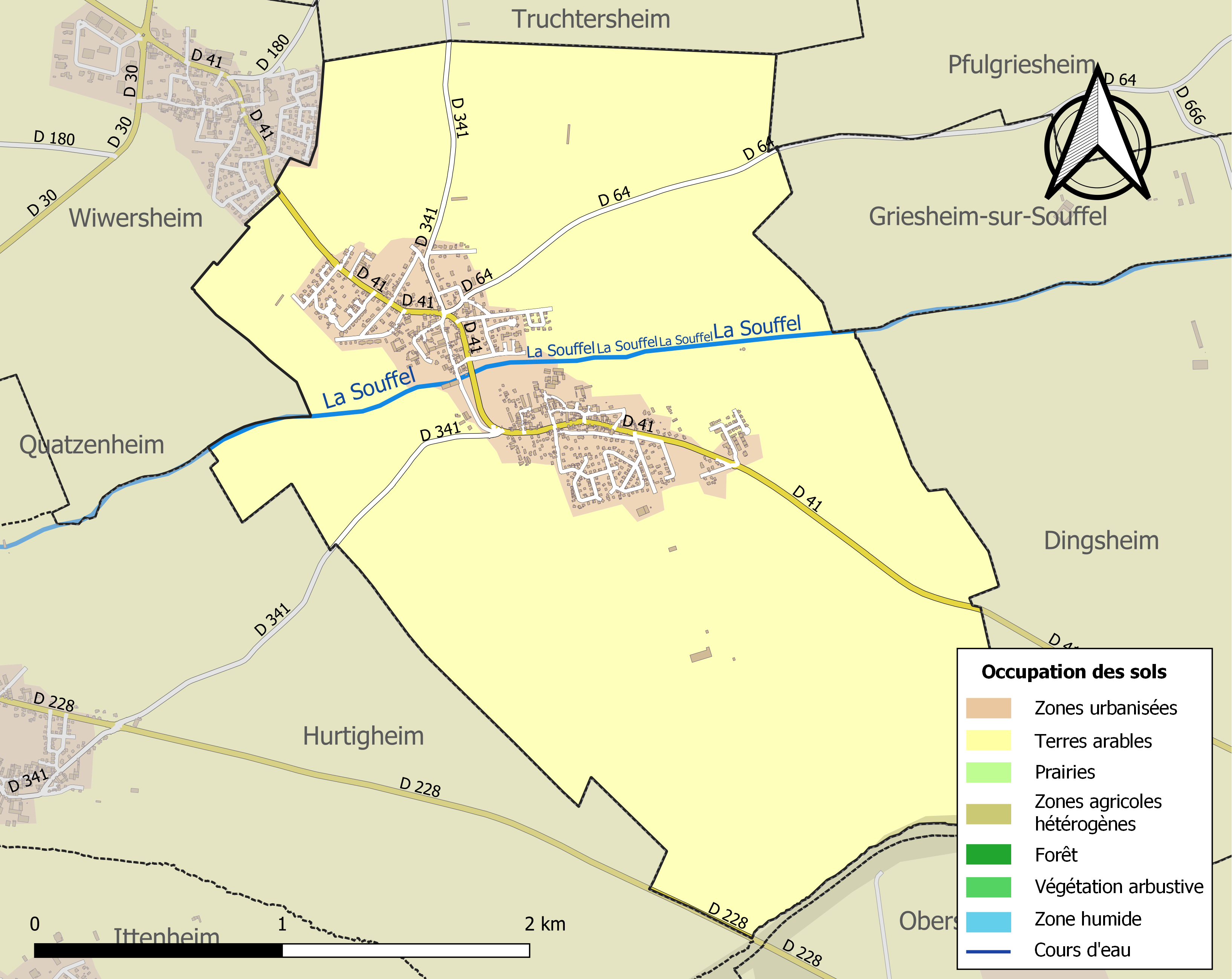
Carte des infrastructures et de l'occupation des sols de la commune en 2018 (CLC).

## Histoire

### Stutzheim
Les travaux d'archéologie préventive liés à la création du Grand Contournement de Strasbourg ont mis au jour sur le territoire une série de vestiges, présentés au public lors de l'exposition Un passé incontournable en 2025-2026.

Découvertes archéologiques
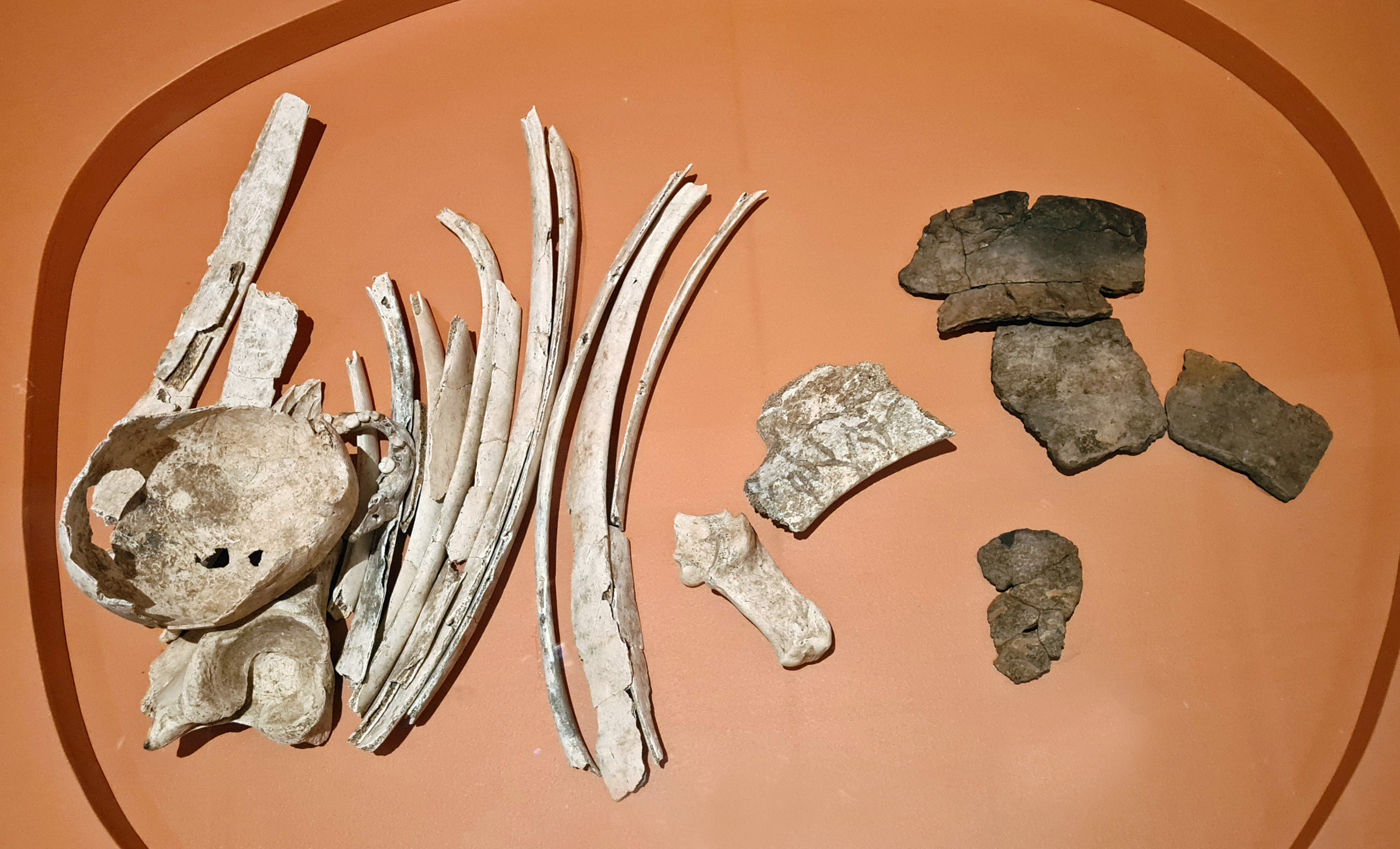
Animaux, vases et crâne humain (Néolitique récent).
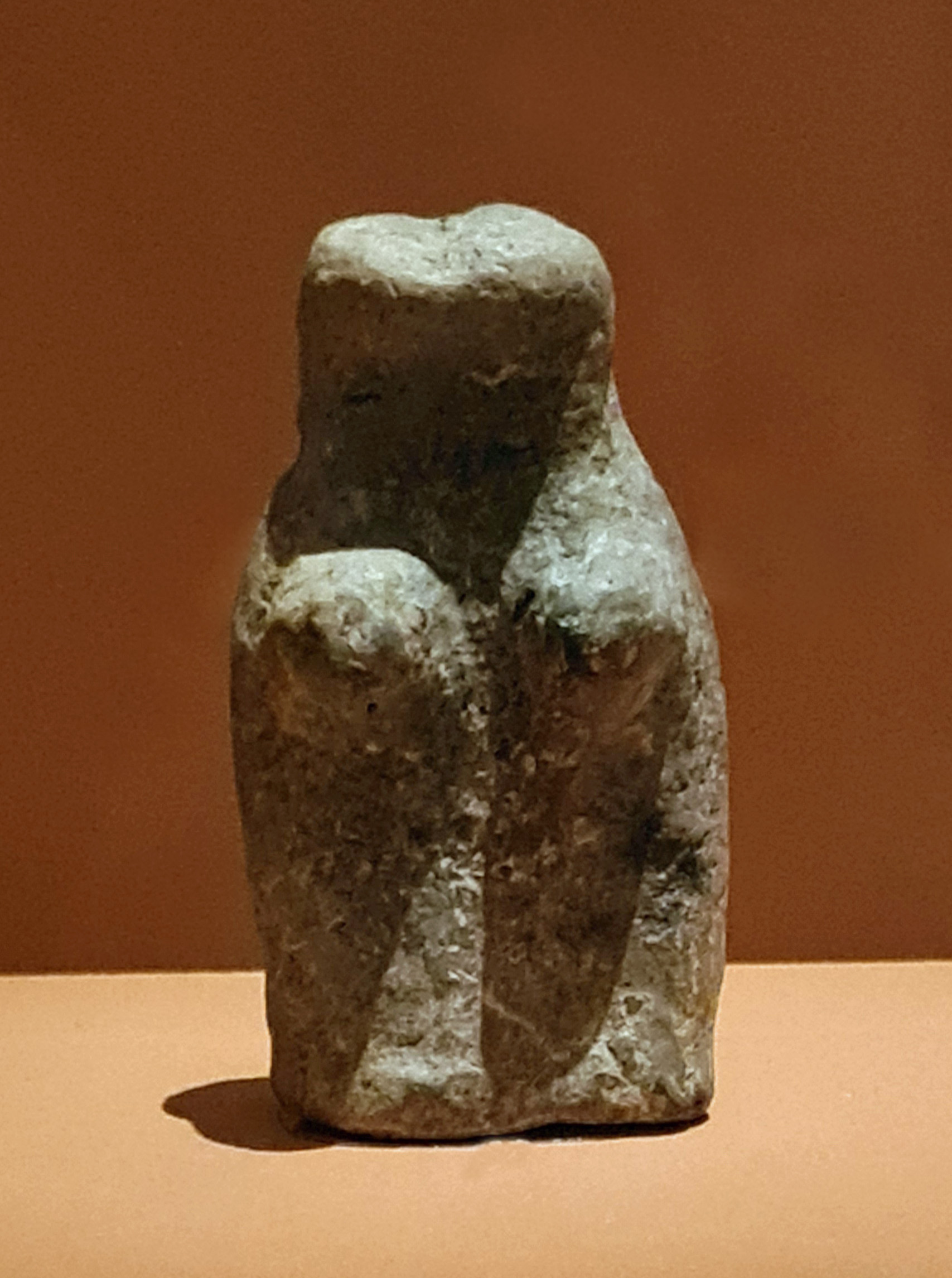
Figurine féminine (Néolithique récent).
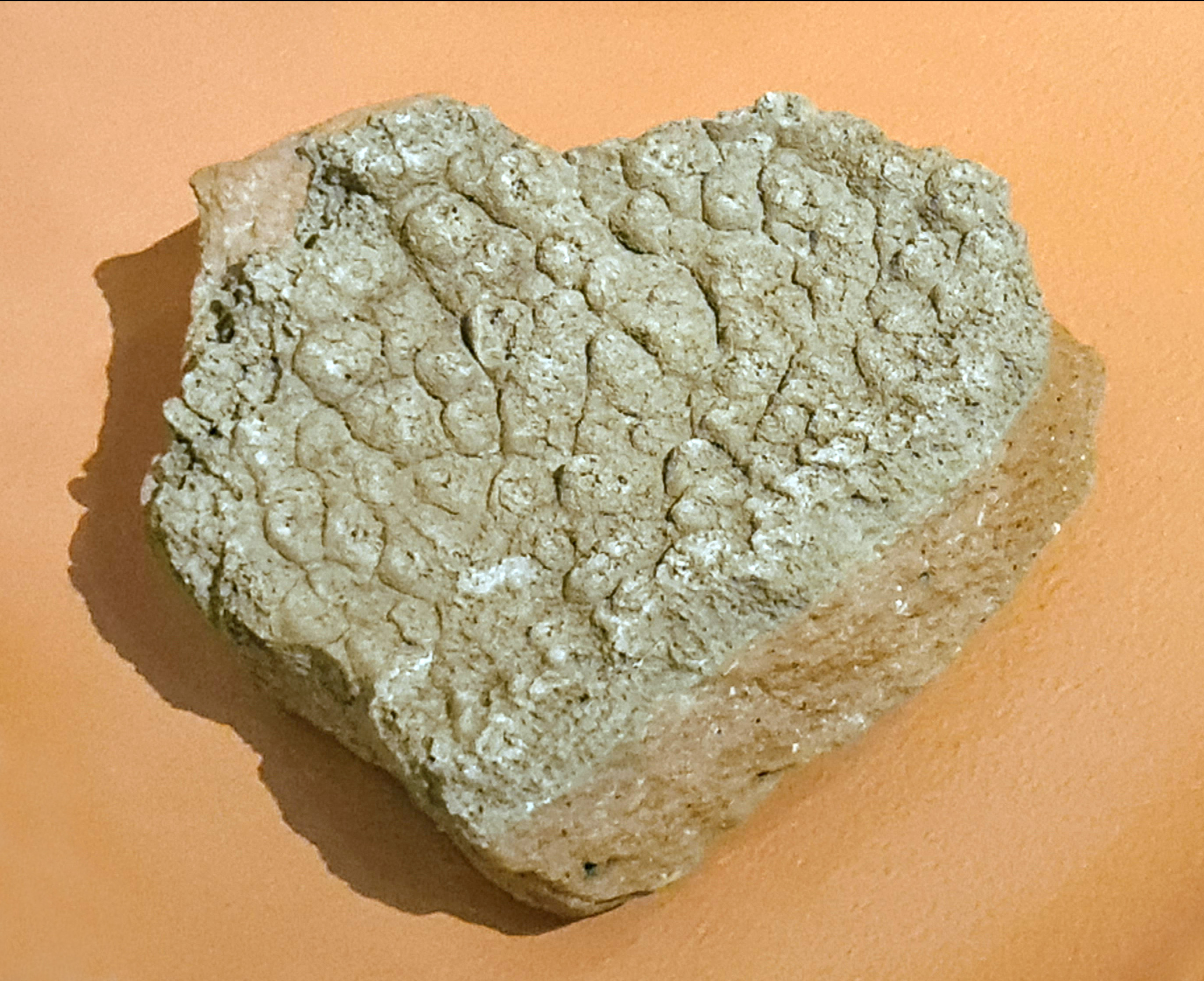
Fragment de canalisation (époque romaine).
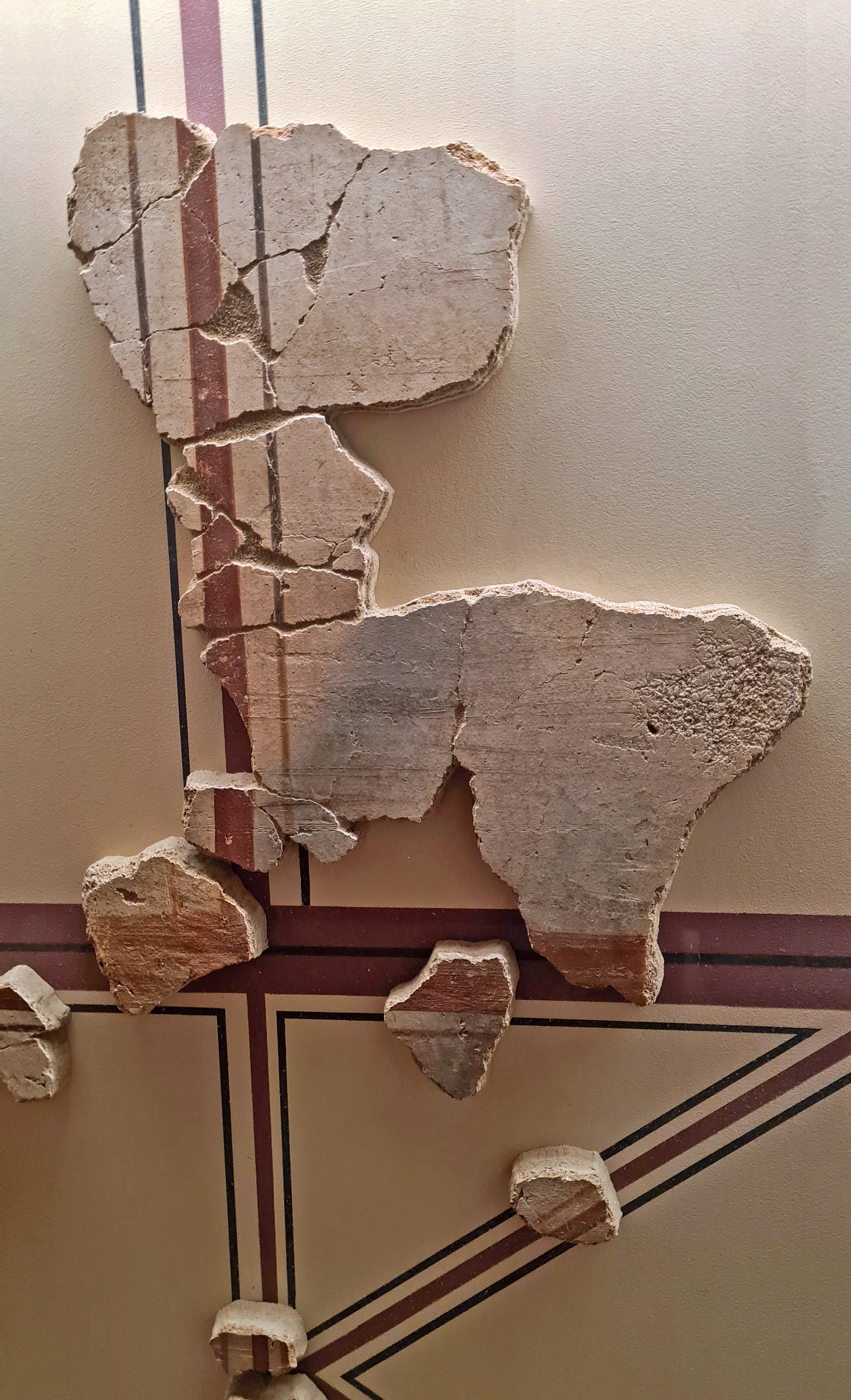
Eléments de décor intérieur (époque romaine).

#### Héraldique
| Blason de Stutzheim | Le Blason de l'ancienne commune de Stutzheim |

### Offenheim

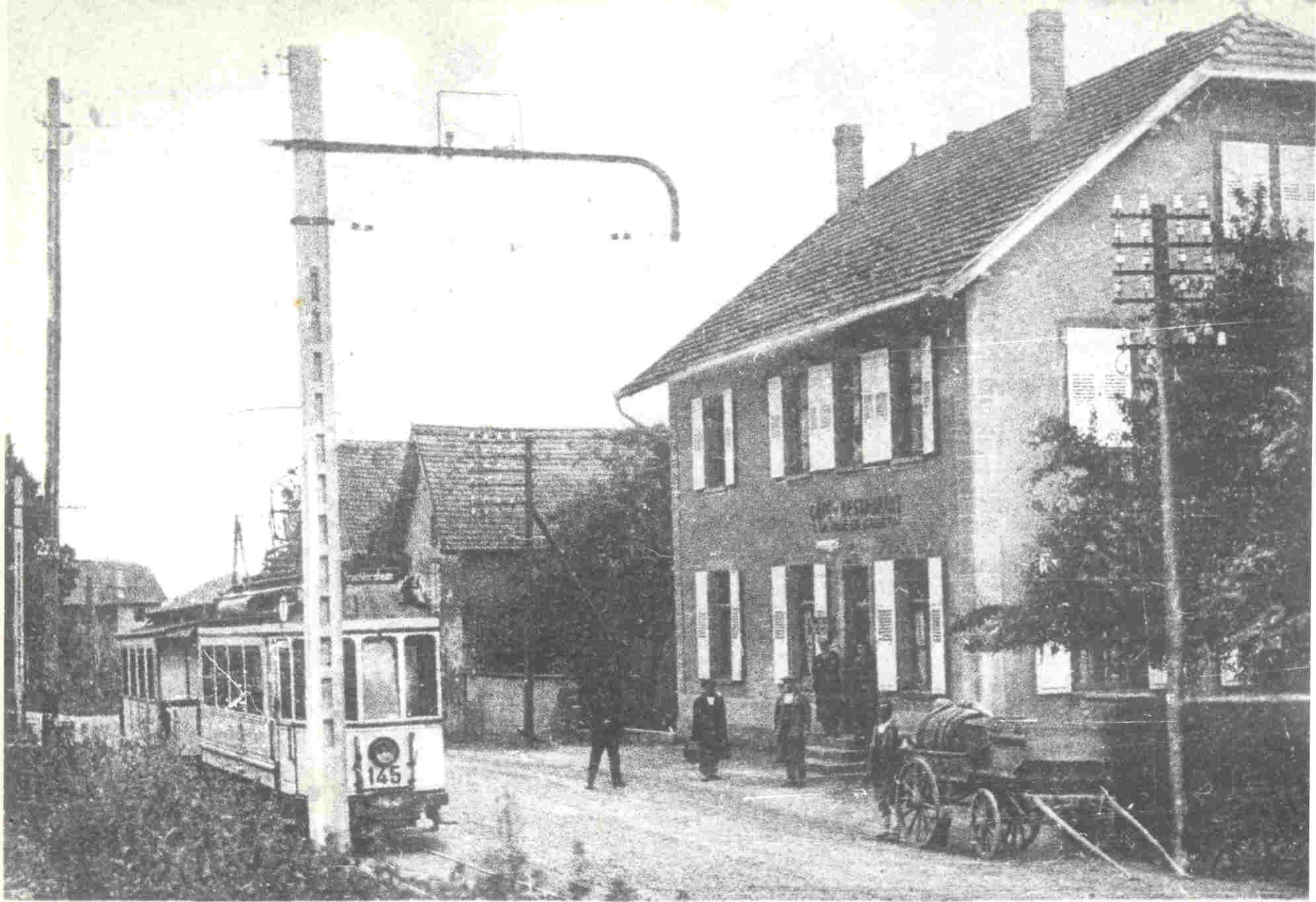
Le tramway Strasbourg-Truchtersheim comportait un arrêt à Offenheim (ici en 1925) ainsi qu'à Stutzheim.

Offenheim faisait partie du Grand-Bailliage d'Alsace avant d'être cédé à l'évêché de Strasbourg en 1522.

#### Héraldique
| Blason d'Offenheim | Le blason de l'ancienne commune d'Offenheim |

### Stutzheim-Offenheim
Les anciennes communes de Stutzheim et d'Offenheim fusionnent une première fois entre 1942 et 1945 puis définitivement le 15 juillet 1976.

#### Héraldique
| Blason de Stutzheim-Offenheim | Blason  | Accolés, au premier : d’or à trois pairles alésés de sable rangés en fasce, au chef de gueules plain; au second : d’argent au sautoir de gueules. |
| Blason de Stutzheim-Offenheim | Détails | |

## Politique et administration

### Les maires de Stutzheim-Offenheim
Jusqu’à la Révolution de 1789, les communautés villageoises étaient placées sous l’autorité d’un Schultheiss (prévôt) nommé par le seigneur de la localité sur proposition des chefs de famille. 
La fonction de maire sous sa forme actuelle a été instituée en 1800 par Napoléon Bonaparte qui a décidé que les maires et les adjoints seraient nommés par le préfet. Après le rattachement de l’Alsace-Lorraine au Reich allemand en 1871, les Bürgermeister et leurs adjoints continuèrent d’être nommés par les autorités départementales allemandes. 
Ce n’est que depuis 1919, après le retour de l’Alsace-Lorraine à la France, que les maires et adjoints sont élus par le conseil municipal.
Voici la liste des maires depuis 1800 à nos jours, en distinguant les périodes pendant lesquelles les deux communes étaient indépendantes et celle marquée par leur fusion.

#### Ancienne commune de Stutzheim (1800 - 1942)
| Période                                  | Période | Identité              | Étiquette | Qualité                                                                                     |
| ---------------------------------------- | ------- | --------------------- | --------- | ------------------------------------------------------------------------------------------- |
| 1933                                     | 1942    | Michel Muller         |           | Né en 1864, agriculteur                                                                     |
| 1901                                     | 1932    | Arthur Quirin         |           | Né en 1869, agriculteur, conseiller général du canton de Truchtersheim de 1919 à 1925       |
| 1878                                     | 1901    | Michel Quirin         |           | Né en 1840, agriculteur, député au Reichstag (Parlement) à Berlin de 1881 à 1884            |
| 1871                                     | 1877    | Jacques Lorentz       |           | Né en 1805, agriculteur                                                                     |
| 1843                                     | 1870    | André Quirin          |           | Né en 1797, agriculteur, commandant de la Garde nationale, membre du comité agricole        |
| 1831                                     | 1842    | Antoine Jung          |           | Déjà maire de 1811 à 1815                                                                   |
| 1823                                     | 1831    | Sébastien Braun       |           | Né en 1779, agriculteur                                                                     |
| 1820                                     | 1822    | André Quirin          |           | Déjà maire de 1802 à 1808                                                                   |
| 1816                                     | 1820    | Georges Weiss         |           | Né en 1781, agriculteur                                                                     |
| 1811                                     | 1815    | Antoine Jung          |           | Né en 1779, agriculteur                                                                     |
| 1808                                     | 1811    | Antoine Mathis        |           | Né en 1767, meunier et agriculteur                                                          |
| 1802                                     | 1808    | André Quirin          |           | Né en 1765, agriculteur, membre de la Société des sciences et arts de Strasbourg            |
| 1800                                     | 1802    | François-Joseph Klein |           | Né en 1767, maître de poste et aubergiste, membre du conseil d’arrondissement de Strasbourg |
| Les données manquantes sont à compléter. |         |                       |           |                                                                                             |

#### Ancienne commune d’Offenheim (1800 - 1942)
| Période                                  | Période | Identité              | Étiquette | Qualité                                                        |
| ---------------------------------------- | ------- | --------------------- | --------- | -------------------------------------------------------------- |
| 1940                                     | 1942    | Laurent Lux           |           | Né en 1896, agriculteur et président d’organisations agricoles |
| 1890                                     | 1940    | Charles Schott        |           | Né en 1862, agriculteur                                        |
| 1886                                     | 1890    | Michel Grasser        |           | Déjà maire de 1865 à 1881                                      |
| 1881                                     | 1886    | André Klein           |           | Né en 1815, agriculteur                                        |
| 1865                                     | 1881    | Michel Grasser        |           | Né en 1812, agriculteur                                        |
| 1830                                     | 1865    | François-Joseph Braun |           | Né en 1785, agriculteur                                        |
| 1821                                     | 1830    | Michel Boehler fils   |           | Né en 1781, agriculteur                                        |
| 1813                                     | 1821    | Michel Boehler père   |           | Né en 1755, agriculteur                                        |
| 1800                                     | 1813    | Georges Iller         |           | Né en 1748, ancien schultheiss avant 1790, agriculteur         |
| Les données manquantes sont à compléter. |         |                       |           |                                                                |

#### Commune fusionnée de Stutzheim-Offenheim  (Première fusion de 1942 à 1945)
| Période                                  | Période | Identité    | Étiquette | Qualité                                                        |
| ---------------------------------------- | ------- | ----------- | --------- | -------------------------------------------------------------- |
| 1942                                     | 1945    | Laurent Lux |           | Né en 1896, agriculteur et président d’organisations agricoles |
| Les données manquantes sont à compléter. |         |             |           |                                                                |

#### Ancienne commune de Stutzheim (1945 - 1972)
| Période                                  | Période | Identité     | Étiquette | Qualité                 |
| ---------------------------------------- | ------- | ------------ | --------- | ----------------------- |
| 1965                                     | 1972    | Michel Wurm  |           | Né en 1930, agriculteur |
| 1945                                     | 1965    | Jean Pfister |           | Né en 1897, agriculteur |
| Les données manquantes sont à compléter. |         |              |           |                         |

#### Ancienne commune d’Offenheim (1945 - 1972)
| Période                                  | Période | Identité    | Étiquette | Qualité                                                                                           |
| ---------------------------------------- | ------- | ----------- | --------- | ------------------------------------------------------------------------------------------------- |
| 1965                                     | 1972    | Étienne Lux | MRP       | Né en 1925, agriculteur et président d’organisations agricoles, député du Bas-Rhin de 1956 à 1962 |
| 1945                                     | 1965    | Laurent Lux |           | Né en 1896, agriculteur et président d’organisations agricoles                                    |
| Les données manquantes sont à compléter. |         |             |           |                                                                                                   |

#### Commune fusionnée de Stutzheim-Offenheim (Fusion-association de 1972 à 1976)
| Période                                  | Période | Identité    | Étiquette | Qualité                    |
| ---------------------------------------- | ------- | ----------- | --------- | -------------------------- |
| 1972                                     | 1976    | Étienne Lux |           | Maire-délégué d’Offenheim. |
| Les données manquantes sont à compléter. |         |             |           |                            |

#### Commune de Stutzheim-Offenheim (Fusion depuis 1976)
| Période                                  | Période                   | Identité                                            | Étiquette | Qualité                                                   |
| ---------------------------------------- | ------------------------- | --------------------------------------------------- | --------- | --------------------------------------------------------- |
| 1972                                     | 1977                      | Michel Wurm                                         |           | Ancien maire de Stutzheim.                                |
| 1977                                     | 1983                      | Paul Grasser                                        |           | Né en 1939, agent immobilier                              |
| 1983                                     | 2008                      | Jean-Daniel Zeter                                   | RPR-UMP   | Né en 1948, professeur, conseiller général de 1992 à 2011 |
| 2008                                     | En cours (au 31 mai 2020) | Jean-Charles Lambert Réélu pour le mandat 2020-2026 | MoDem     | Né en 1953, inspecteur de l'enseignement technique        |
| Les données manquantes sont à compléter. |                           |                                                     |           |                                                           |

## Démographie
L'évolution du nombre d'habitants est connue à travers les recensements de la population effectués dans la commune depuis 1793. Pour les communes de moins de 10 000 habitants, une enquête de recensement portant sur toute la population est réalisée tous les cinq ans, les populations de référence des années intermédiaires étant quant à elles estimées par interpolation ou extrapolation. Pour la commune, le premier recensement exhaustif entrant dans le cadre du nouveau dispositif a été réalisé en 2005.

En 2022, la commune comptait 1 628 habitants, en évolution de +18,23 % par rapport à 2016 (Bas-Rhin : +3,17 %, France hors Mayotte : +2,11 %).
| 1793 | 1800 | 1806 | 1821 | 1831 | 1836 | 1841 | 1846 | 1851 |
| ---- | ---- | ---- | ---- | ---- | ---- | ---- | ---- | ---- |
| 306  | 239  | 221  | 309  | 371  | 387  | 346  | 334  | 327  |

| 1856 | 1861 | 1866 | 1871 | 1875 | 1880 | 1885 | 1890 | 1895 |
| ---- | ---- | ---- | ---- | ---- | ---- | ---- | ---- | ---- |
| 332  | 335  | 331  | 323  | 312  | 315  | 292  | 301  | 307  |

| 1900 | 1905 | 1910 | 1921 | 1926 | 1931 | 1936 | 1946 | 1954 |
| ---- | ---- | ---- | ---- | ---- | ---- | ---- | ---- | ---- |
| 307  | 309  | 313  | 279  | 278  | 280  | 270  | 270  | 258  |

| 1962 | 1968 | 1975 | 1982 | 1990 | 1999  | 2005  | 2006  | 2010  |
| ---- | ---- | ---- | ---- | ---- | ----- | ----- | ----- | ----- |
| 235  | 236  | 535  | 634  | 982  | 1 426 | 1 501 | 1 502 | 1 453 |

| 2015  | 2020  | 2022  | - | - | - | - | - | - |
| ----- | ----- | ----- | - | - | - | - | - | - |
| 1 388 | 1 662 | 1 628 | - | - | - | - | - | - |

## Lieux et monuments
- Église Saint-Arbogast (Offenheim) (XVe-1789).

- Église Saints-Pierre-et-Paul (Stutzheim) (1868).

- Réplique de la grotte de Lourdes à côté de l'église de Stutzheim.

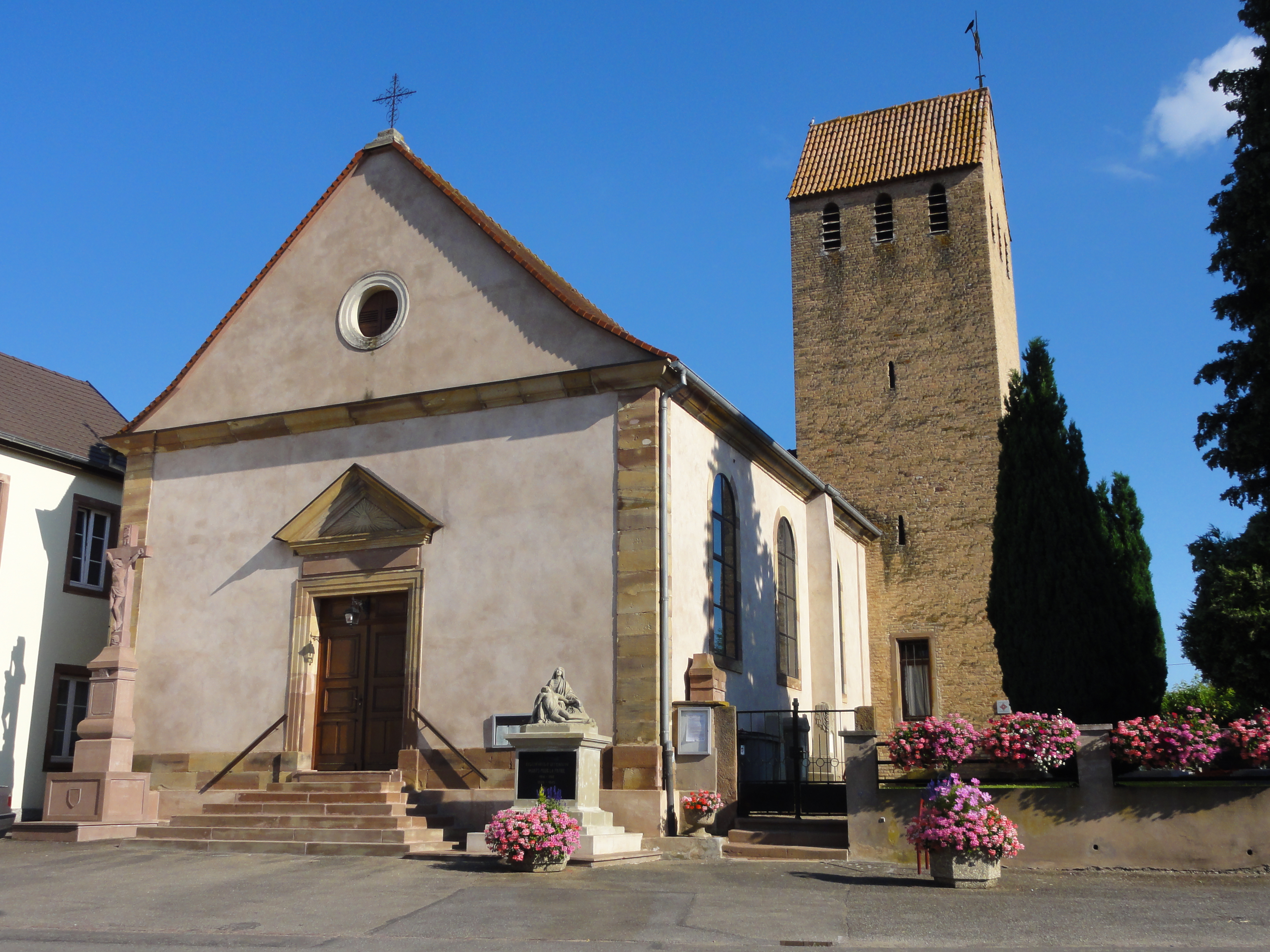
Église Saint-Arbogast d'Offenheim.
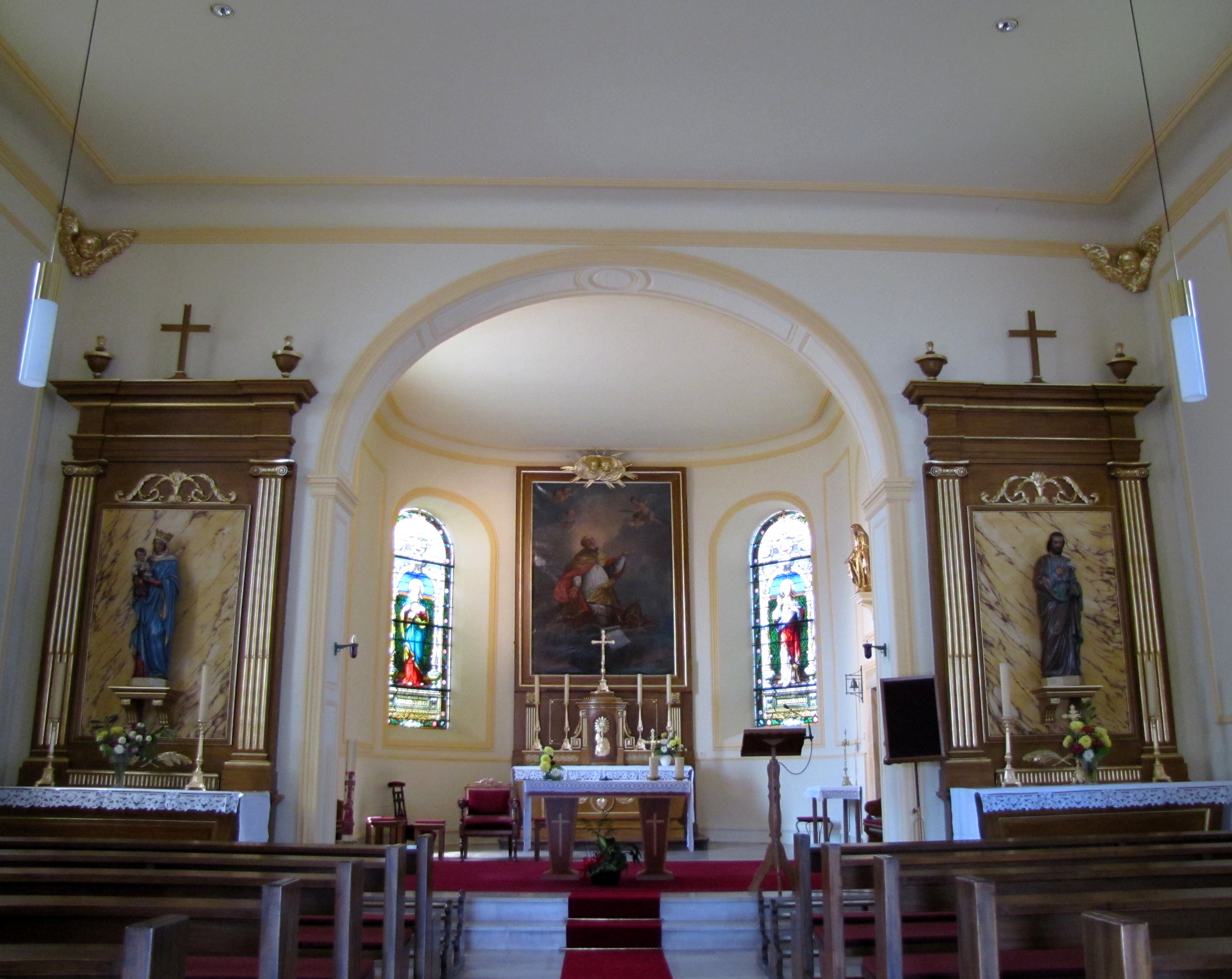
Intérieur de l'église d'Offenheim.
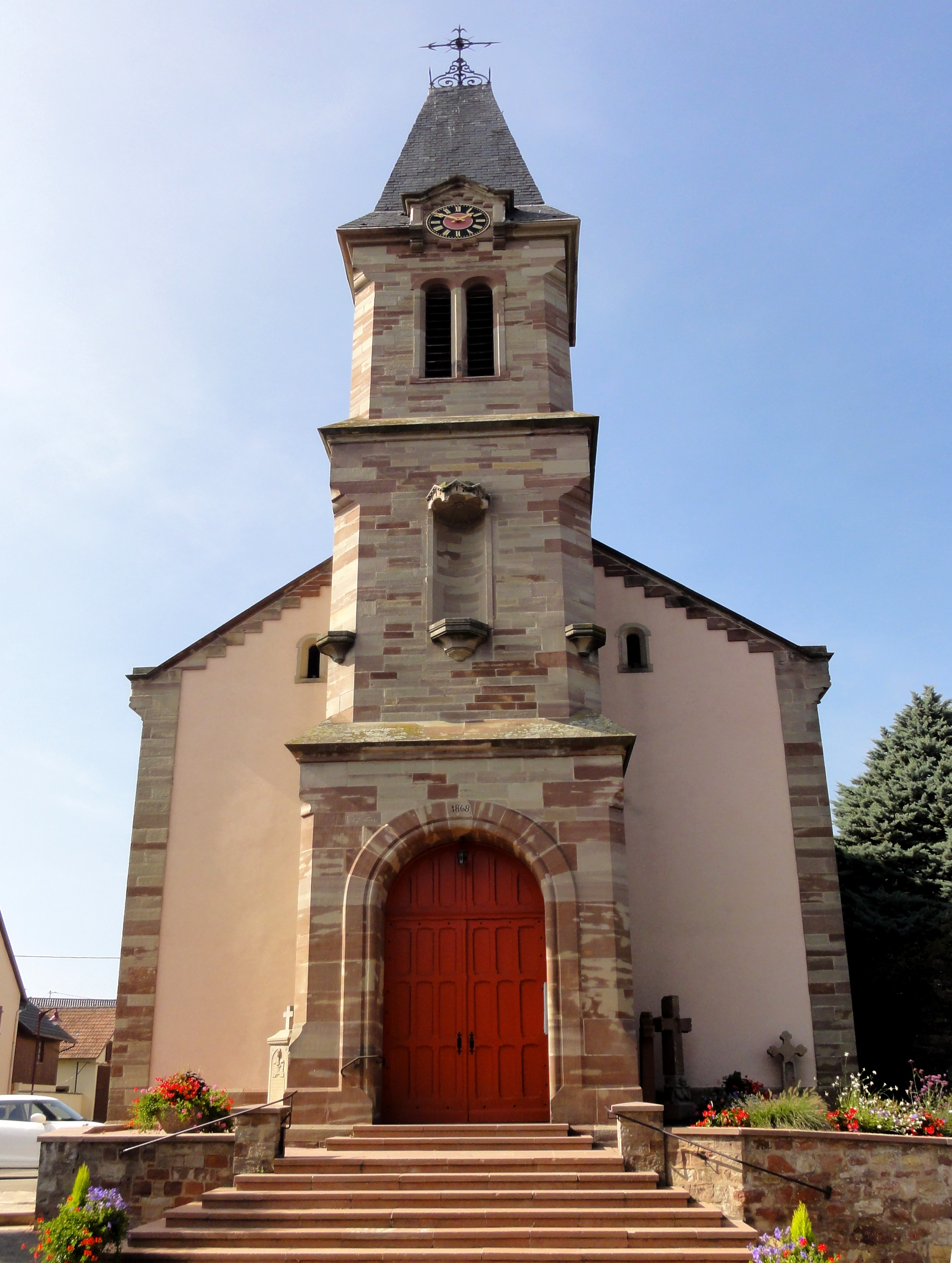
Église Saints-Pierre-et-Paul de Stutzheim.
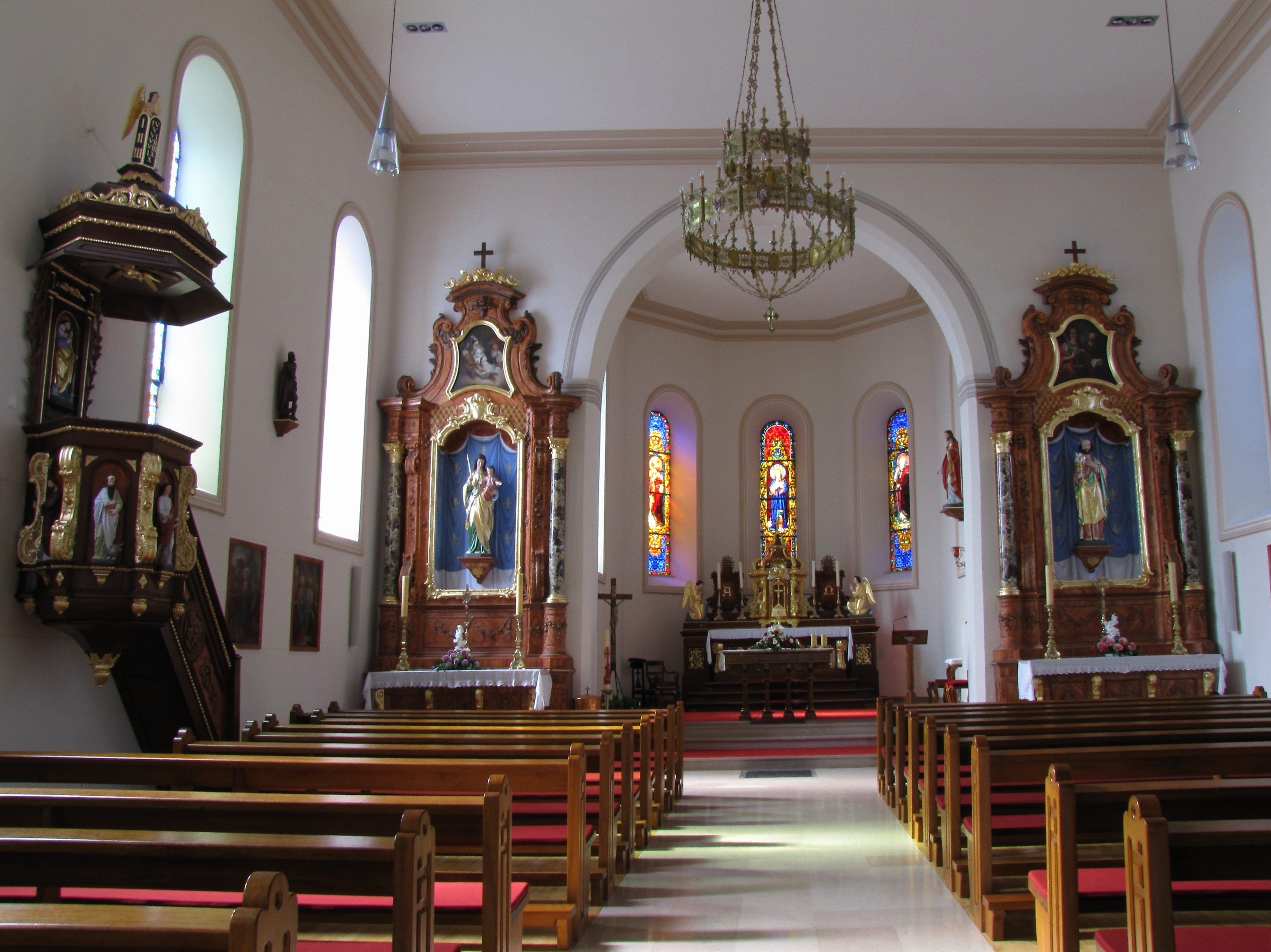
Intérieur de l'église de Stutzheim.

## Personnalités liées à la commune
Plusieurs personnalités ont vécu dans la commune :
- Eugène Ekobo, ancien joueur du Racing Club de Strasbourg ;
- Michel Quirin né à Stutzheim et député au Reichstag ;
- Patrick Reinbold, ancien arbitre assistant international de football ;
- Sébastien Giot, actuel hautboïste à l'orchestre philharmonique de Strasbourg et vice champion de France de tir à l'arc en 2014 ;
- Thierry Debès, ancien gardien de but du  Racing Club de Strasbourg.

## Jumelages
- Kavoussi (Grèce) ;
- Offenheim Rheinhessen (Allemagne) depuis 1989.

## Milieu associatif
- La Klamm, association culturelle et sportive de Stutzheim-Offenheim, créée le 27 octobre 1985. Elle est issue du mariage entre l’ACSSO (créé en 1978) et le Foyer-Club (créé en 1983).
- Les champs d’escale, association d’accueil de loisirs périscolaire.
- FCSO, Football Club de Stutzheim Offenheim.
- TCOS, Tennis Club de Stutzheim-Offenheim.
- Théâtre alsacien : d’Nachtschwarmer, créé en 1980.
- Amicale des sapeur-pompiers.
- Chorale Sainte-Cécile.
- Association des donneurs de sang du Kochersberg.